# Heteropoda hermitis
Heteropoda hermitis är en spindelart som först beskrevs av Henry Roughton Hogg 1914.  Heteropoda hermitis ingår i släktet Heteropoda och familjen jättekrabbspindlar.
Artens utbredningsområde är Western Australia. Inga underarter finns listade i Catalogue of Life.